# Чиливак (Британска Колумбија)
Чиливак (енгл. Chilliwack) је град у Канади у покрајини Британска Колумбија. Према резултатима пописа 2011. у граду је живело 77.936 становника.

## Становништво
Према резултатима пописа становништва из 2011. у граду је живело 77.936 становника, што је за 12,6% више у односу на попис из 2006. када је регистровано 69.217 житеља.
| 2006.  | 2011.  |
| ------ | ------ |
| 69.217 | 77.936 |